# Neues Glas aus alten Scherben
Neues Glas aus alten Scherben, Neues Glas / akustisch und ElektRio sind deutsche Bands aus dem Umfeld der Ton Steine Scherben und Rio Reiser. In allen drei Bands sind das ehemalige Ton-Steine-Scherben-Mitglied Dirk Schlömer sowie Gitarrist Leander Reininghaus aktiv.

## Bands

### Neues Glas aus alten Scherben
Neues Glas aus alten Scherben begann zunächst als eine Art Coverband von Ton Steine Scherben. Mit Rebellendisko erschien 2001 ein Album mit eigenen Kompositionen. Zudem veröffentlichte die Band bisher zwei Livealben. Sie setzt heute zusammen aus Dirk Schlömer, Mischka (ehemaliges Mitglied der Band von Rio Reiser), Leander Reininghaus und Martin Kruzig.

### Neues Glas / akustisch
Michael Kiessling (Bukowski Waits) († 2019) und Dirk Schlömer gründeten 2002 eine unelektrische, kompaktere Version von Neues Glas aus alten Scherben unter dem Namen Neues Glas / akustisch. Hinzu kam Leander Reininghaus (Schüler von Robert Fripp), der auch zur Hauptband kam. Das Repertoire der Band besteht aus den Klassikern der Ton Steine Scherben, Kompositionen von Rio Reiser sowie den Liedern von Neues Glas aus alten Scherben.
Folgende Gäste aus der deutschen Musikszene haben bereits mit Neues Glas zusammengearbeitet:
- Ben Becker
- Henning Wehland (H-Blockx)
- Frank Spilker (Die Sterne)
- Nils Frevert
- Kim Frank (Echt)
- Rolf Stahlhofen
- Andy Bayless (Söhne Mannheims)
- Wolf Schwarz (Die Fremden)

### ElektRio
ElektRio entstand wiederum aus dem Akustikprojekt. Das Projekt tritt live auf und spielt Lieder von Ton Steine Scherben und Rio Reiser in einer kleineren Besetzung. Neben Schlömer und Reininghaus ist Schlagzeuger Alexander Jovanovic (Sissi Metal) Mitglied der Band.

## Diskografie
- 2000: Live (Möbius Rekords, als Neues Glas aus alten Scherben)
- 2001: Rebellendisko (Brigade Bunt Berlin/Buschfunk, als Neues Glas aus alten Scherben)
- 2005: Live in Linz (Brigade Bunt Berlin/AmygdaLand Music, als Neues Glas/akustisch)
- 2009: Mitschnitt (AmygdaLand Music, als Neues Glas aus alten Scherben)